# Налин, Пан
Пан Налин (англ. Pan Nalin) — индийский кинорежиссёр

, сценарист и кинооператор. Проживает в Индии и Франции. Вероятно, единственный индийский сценарист, который был дважды приглашён на международный семинар профессиональных сценаристов Association Équinoxe, возглавляемый Жанной Моро.

## Биография
Пан Налин родился в глухой деревне в штате Гуджарат, в индуистской семье. Родители дали ему духовное воспитание. В детстве он активно участвовал в театральных постановках на индуистские религиозные темы. По собственным воспоминаниям, он увидел первый фильм в 9 лет. Подростком он покинул дом, чтобы снимать фильмы. Он учился живописи и дизайну, снимал немые короткометражки и анимационные фильмы, много путешествовал по Индии, затем стал подручным на киностудии в Мумбаи. Его преданность кинематографу произвела впечатление на режиссёров студии, и через некоторое время ему доверили режиссуру рекламных роликов и корпоративных фильмов.
После этого он некоторое время путешествовал: жил в США, Великобритании, полгода путешествовал по Европе, вернувшись в Индию, много времени провёл в Гималаях. В результате в 1991—1999 годах он снял ряд короткометражных документальных и художественных фильмов, а затем полнометражный документальный фильм «Аюрведа: Искусство жизни» (2001), показывавшийся в кинотеатрах разных стран мира.
Значительный коммерческий успех и известность принёс ему вышедший в том же году художественный фильм «Самсара», история о чувствах и духовности в Гималаях.
В 2006 году Пан Налин выпустил «Долину цветов», также историю о Гималаях и столкновении чувств и духовных идеалов. «Долина цветов» была признана лучшим фильмом года на Индийском кинофестивале в Лос-Анджелесе.
В 2021 году вышел фильм «Однажды в кино», рассказывающий отчасти автобиографическую историю о том, как 9-летний деревенский мальчик заинтересовался миром кино.

## Фильмография
- 2001 — Самсара
- 2001 — Аюрведа: Искусство жизни
- 2006 — Долина цветов
- 2015 — Рассерженные индийские богини
- 2021 — Однажды в кино